# Cambrai Volley 2021-2022
Questa voce raccoglie le informazioni riguardanti il Cambrai Volley nelle competizioni ufficiali della stagione 2021-2022.

## Organigramma societario
Area direttiva
- Presidente: Jean-Michel Machut
- Team manager: Gabriel Denys

Area tecnica
- Allenatore: Roman Ondrušek, Gabriel Denys
- Allenatore in seconda: Ludovic Kupiec
- Scout man: Raphaël Petit

## Rosa
| N° | Nome                  | Ruolo | Data di nascita   | Nazionalità sportiva |
| -- | --------------------- | ----- | ----------------- | -------------------- |
| 1  | Philipp Kroiss        | L     | 2 marzo 1988      | Austria              |
| 2  | Ramon Martinez Gion   | S     | 12 settembre 1990 | Paesi Bassi          |
| 3  | Liván Osoria          | C     | 5 febbraio 1994   | Cuba                 |
| 4  | Boris Takaniko        | P     | 20 agosto 1992    | Francia              |
| 5  | Rémy Lalisse          | S     | 13 luglio 2001    | Francia              |
| 6  | Yago de Oliveira      | S     | 4 marzo 1998      | Brasile              |
| 7  | Paul Villard          | S     | 22 febbraio 1992  | Francia              |
| 8  | Fabien Lengrand       | O     | -                 | Francia              |
| 9  | Axel Truhtchev        | S     | 29 aprile 1995    | Francia              |
| 10 | Michael Marshman      | C     | 27 luglio 1994    | Stati Uniti          |
| 12 | Gregor Ropret         | P     | 1º marzo 1989     | Slovenia             |
| 13 | Vasyl' Tupčij         | O     | 13 gennaio 1992   | Ucraina              |
| 14 | Quentin Grosnon       | L     | 28 ottobre 2001   | Francia              |
| 15 | Tomislav Mitrašinović | O     | 14 febbraio 2000  | Croazia              |
| 17 | Ivan Ječmenica        | C     | 17 marzo 1990     | Montenegro           |